# Touffreville (Eure)
Ne doit pas être confondu avec Touffréville.
Pour les articles homonymes, voir Touffreville.
Touffreville est une commune française située dans le département de l'Eure, en région Normandie.

## Géographie
| Ménesqueville | Rosay-sur-Lieure | Lyons-la-Forêt   |
| Val-d'Orger   | Touffreville     | Lisors           |
| Bacqueville   | Écouis           | Mesnil-Verclives |

### Hydrographie
La commune est située dans le bassin Seine-Normandie. Elle est drainée par le Fouillebroc,.

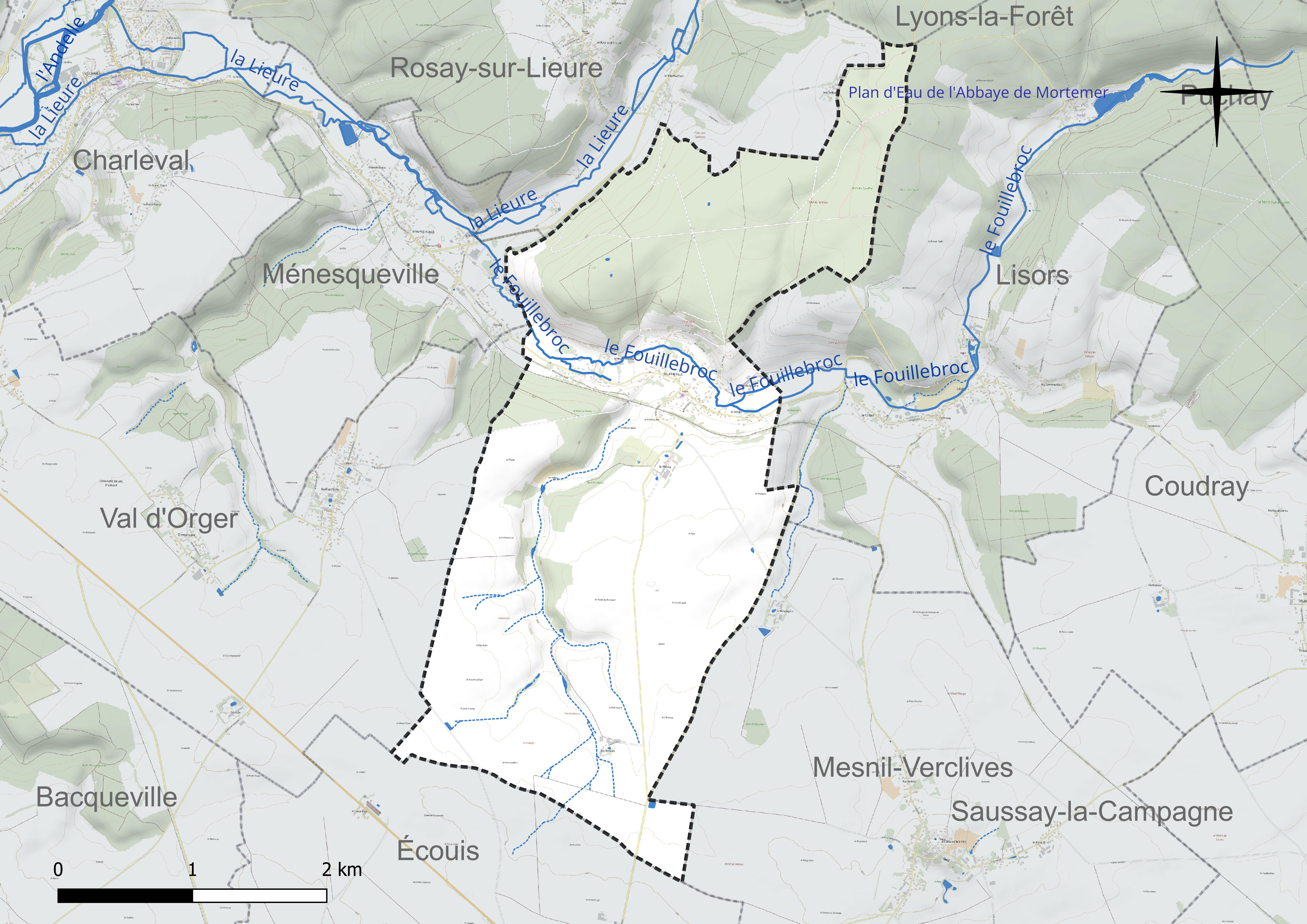
Réseau hydrographique de Touffreville.

### Climat
Pour des articles plus généraux, voir Climat de la Normandie et Climat de l'Eure.
En 2010, le climat de la commune est de type climat océanique dégradé des plaines du Centre et du Nord, selon une étude du CNRS s'appuyant sur une série de données couvrant la période 1971-2000. En 2020, Météo-France publie une typologie des climats de la France métropolitaine dans laquelle la commune est exposée à un climat océanique et est dans la région climatique  Côtes de la Manche orientale, caractérisée par un faible ensoleillement (1 550 h/an) ; forte humidité de l’air (plus de 20 h/jour avec humidité relative > 80 % en hiver), vents forts fréquents. Parallèlement le GIEC normand, un groupe régional d’experts sur le climat, différencie quant à lui, dans une étude de 2020, trois grands types de climats pour la région Normandie, nuancés à une échelle plus fine par les facteurs géographiques locaux. La commune est, selon ce zonage, exposée à un « climat des plateaux abrités », correspondant aux plaines agricoles de l’Eure, avec une pluviométrie beaucoup plus faible que dans la plaine de Caen en raison du double effet d’abri provoqué par les collines du Bocage normand et par celles qui s’étendent sur un axe du Pays d'Auge au Perche.
Pour la période 1971-2000, la température annuelle moyenne est de 10,6 °C, avec  une amplitude thermique annuelle de 14 °C. Le cumul annuel moyen de précipitations est de 780 mm, avec 12,5 jours de précipitations en janvier et 8,4 jours en juillet. Pour la période 1991-2020, la température moyenne annuelle observée sur la station météorologique la plus proche, située sur la commune d'Étrépagny à 13 km à vol d'oiseau, est de 11,3 °C et le cumul annuel moyen de précipitations est de 774,0 mm,. Pour l'avenir, les paramètres climatiques de la commune estimés pour 2050 selon différents scénarios d’émission de gaz à effet de serre sont consultables sur un site dédié publié par Météo-France en novembre 2022.

## Urbanisme

### Typologie
Au 1er janvier 2024, Touffreville est catégorisée commune rurale à habitat dispersé, selon la nouvelle grille communale de densité à 7 niveaux définie par l'Insee en 2022.
Elle est située hors unité urbaine et hors attraction des villes,.

### Occupation des sols
L'occupation des sols de la commune, telle qu'elle ressort de la base de données européenne d’occupation biophysique des sols Corine Land Cover (CLC), est marquée par l'importance des territoires agricoles (60,2 % en 2018), en diminution par rapport à 1990 (62,4 %). La répartition détaillée en 2018 est la suivante : 
terres arables (52,1 %), forêts (34,2 %), prairies (6,5 %), zones urbanisées (5,5 %), zones agricoles hétérogènes (1,6 %). L'évolution de l’occupation des sols de la commune et de ses infrastructures peut être observée sur les différentes représentations cartographiques du territoire : la carte de Cassini (XVIIIe siècle), la carte d'état-major (1820-1866) et les cartes ou photos aériennes de l'IGN pour la période actuelle (1950 à aujourd'hui).

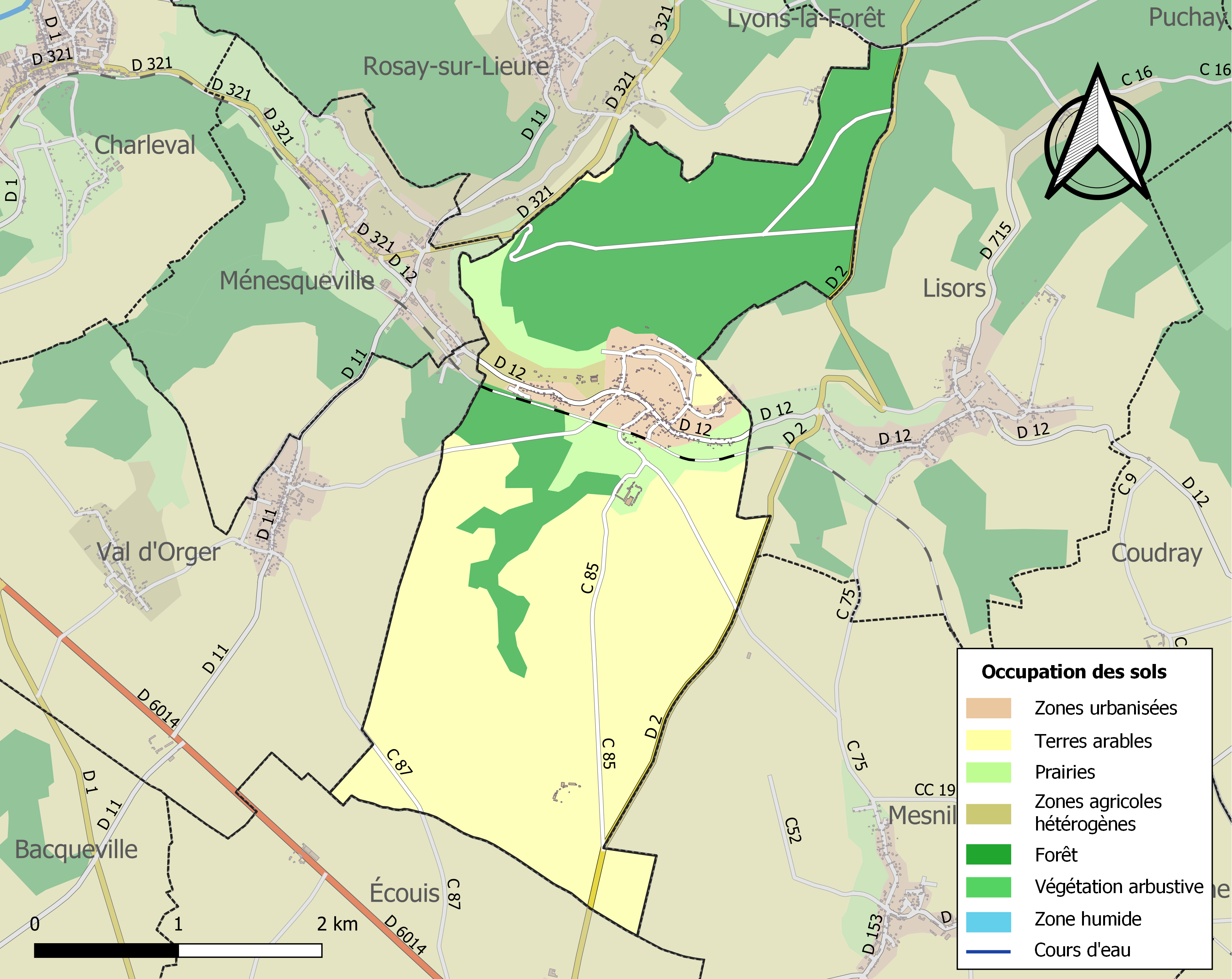
Carte des infrastructures et de l'occupation des sols de la commune en 2018 (CLC).

## Toponymie
Le nom de la localité est attesté sous la forme Turfreivilla en 1121 et 1135
, Turfreville en 1190 (cartulaire de Saint-Lô de Rouen), Tofreivilla en 1211 (cartulaire de Saint-Wandrille), Torfevrilla en 1248 (trésor des chartes), Toufrevilla en 1282 (cartulaire de Saint-Évroult), Touffroiville en 1308 (charte de Philippe le Bel), Toufroiville en 1424 (aveu de l’abbé de Mortemer), Touffreville-sur-Écouis en 1828 (Louis Du Bois).
Il s'agit d'une formation toponymique médiévale en -ville, au sens ancien de « domaine rural », composé avec le nom de personne norrois Thorfridr (comprendre Þórfreðr) en usage dans la Normandie ducale. Homonymie avec les nombreux Touffreville de Normandie.

## Histoire
À la fin du XIIe siècle, l'abbaye du Bec y possédait de grandes propriétés. En 1308, Philippe le Bel donna le village à Enguerrand de Marigny. En 1427, Robert d'Estouteville est seigneur du village. En 1714, c'est le marquis de Clères et Bizy, Jubert de Bouville qui en est le seigneur.

## Politique et administration
| Période                                  | Période  | Identité       | Étiquette | Qualité     |
| ---------------------------------------- | -------- | -------------- | --------- | ----------- |
| avant 1981                               | ?        | Daniel Herman  |           |             |
| mars 1994                                | En cours | Bernard Herman | UMP-LR    | Agriculteur |
| Les données manquantes sont à compléter. |          |                |           |             |

## Démographie
L'évolution du nombre d'habitants est connue à travers les recensements de la population effectués dans la commune depuis 1793. Pour les communes de moins de 10 000 habitants, une enquête de recensement portant sur toute la population est réalisée tous les cinq ans, les populations de référence des années intermédiaires étant quant à elles estimées par interpolation ou extrapolation. Pour la commune, le premier recensement exhaustif entrant dans le cadre du nouveau dispositif a été réalisé en 2007.

En 2022, la commune comptait 340 habitants, en évolution de −2,3 % par rapport à 2016 (Eure : −0,25 %, France hors Mayotte : +2,11 %).
| 1793 | 1800 | 1806 | 1821 | 1831 | 1836 | 1841 | 1846 | 1851 |
| ---- | ---- | ---- | ---- | ---- | ---- | ---- | ---- | ---- |
| 384  | 404  | 408  | 383  | 437  | 455  | 459  | 435  | 407  |

| 1856 | 1861 | 1866 | 1872 | 1876 | 1881 | 1886 | 1891 | 1896 |
| ---- | ---- | ---- | ---- | ---- | ---- | ---- | ---- | ---- |
| 365  | 368  | 350  | 363  | 348  | 345  | 322  | 344  | 290  |

| 1901 | 1906 | 1911 | 1921 | 1926 | 1931 | 1936 | 1946 | 1954 |
| ---- | ---- | ---- | ---- | ---- | ---- | ---- | ---- | ---- |
| 297  | 293  | 254  | 287  | 290  | 267  | 270  | 277  | 268  |

| 1962 | 1968 | 1975 | 1982 | 1990 | 1999 | 2006 | 2007 | 2012 |
| ---- | ---- | ---- | ---- | ---- | ---- | ---- | ---- | ---- |
| 249  | 295  | 266  | 277  | 278  | 277  | 308  | 312  | 341  |

| 2017 | 2022 | - | - | - | - | - | - | - |
| ---- | ---- | - | - | - | - | - | - | - |
| 351  | 340  | - | - | - | - | - | - | - |

## Culture locale et patrimoine

### Lieux et monuments

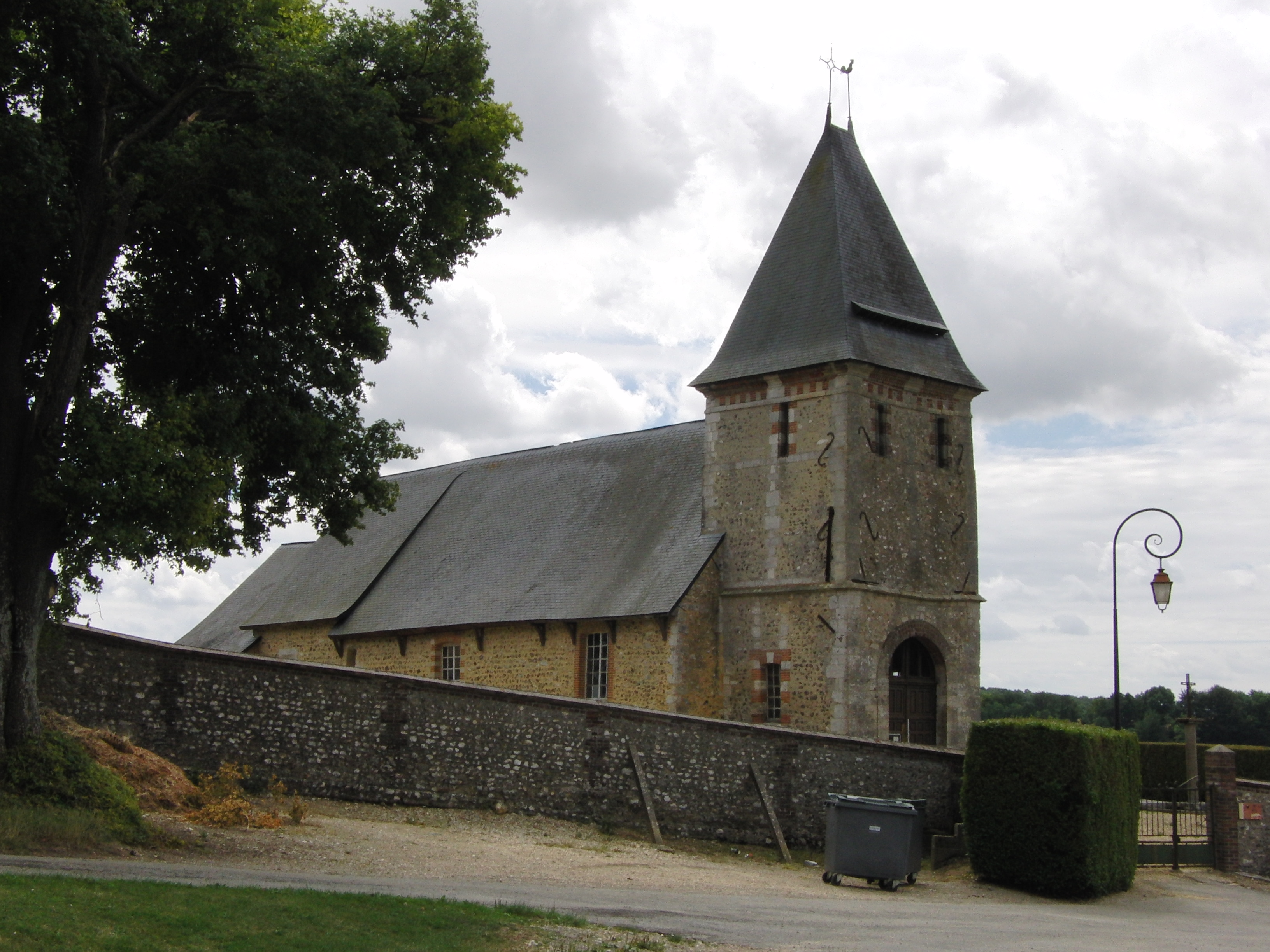
Église Saint-Pierre.

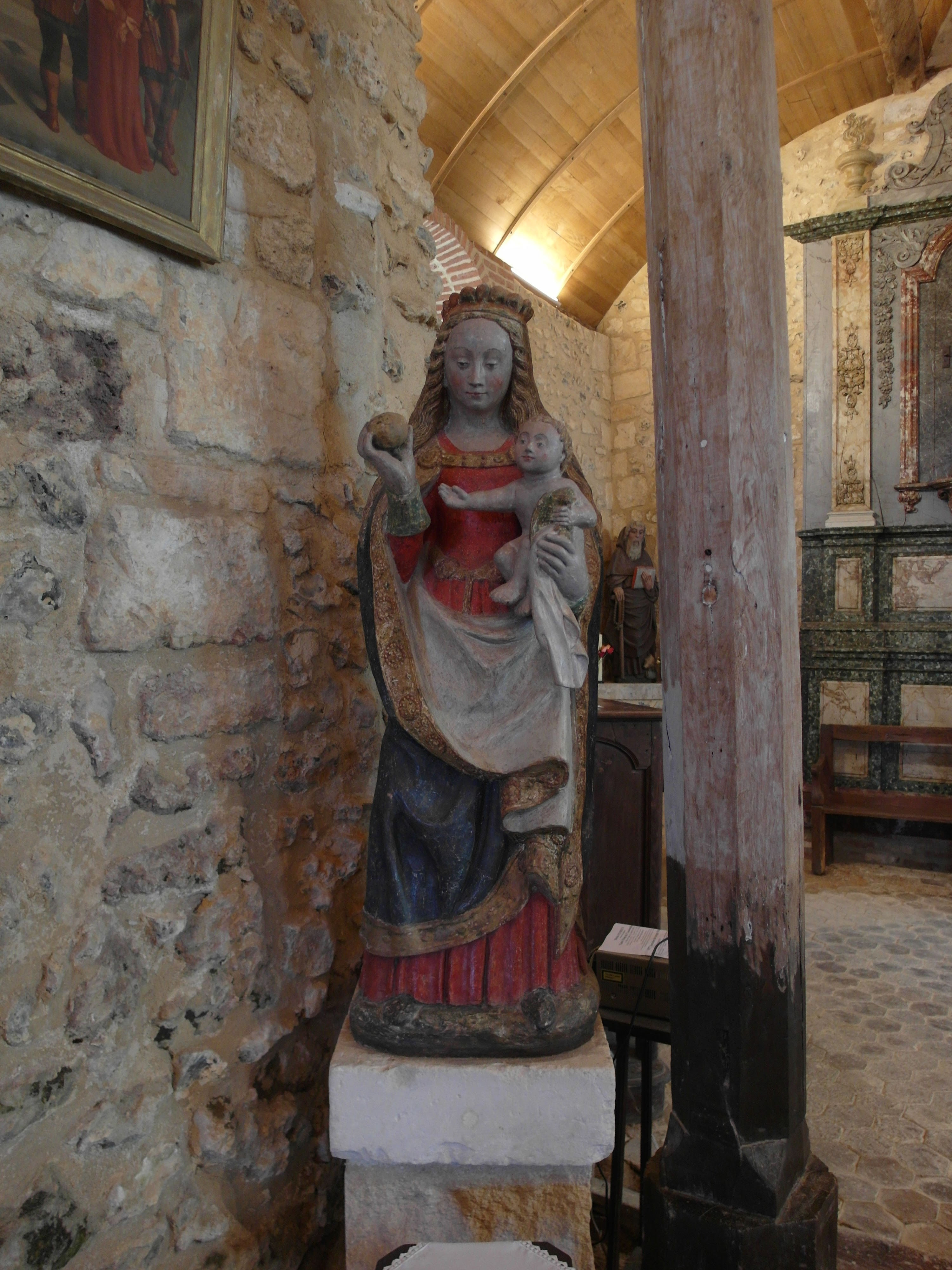

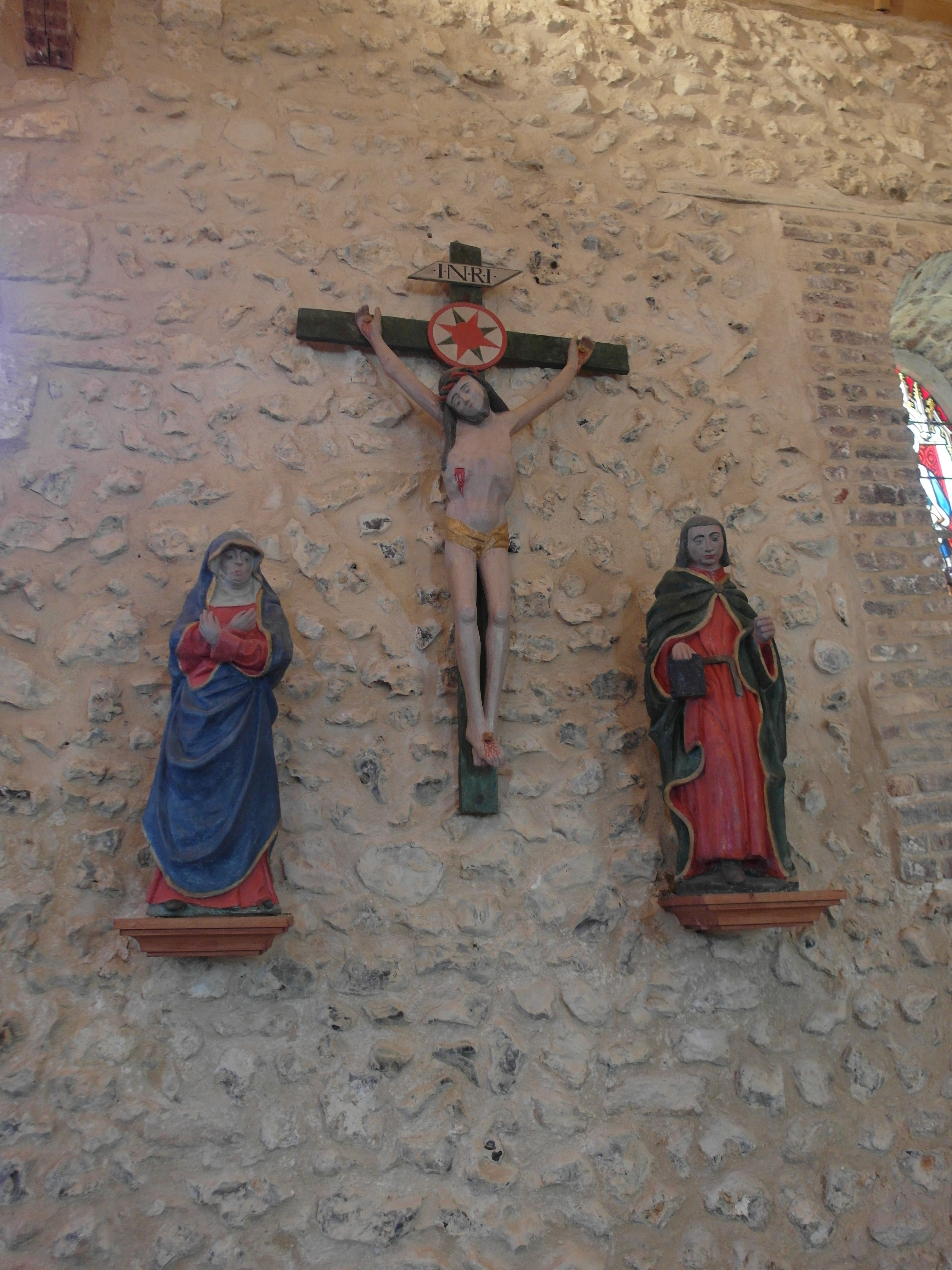

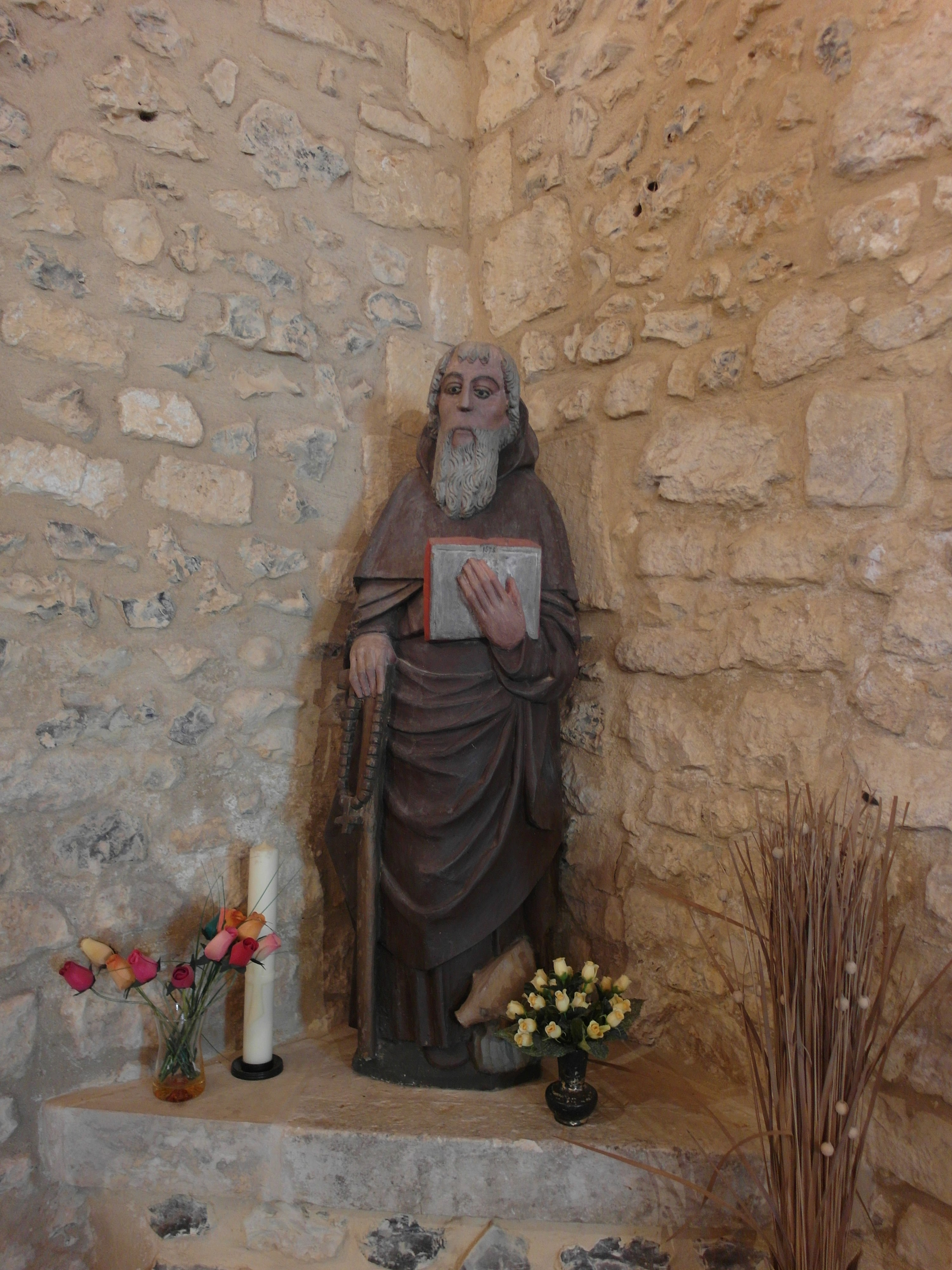

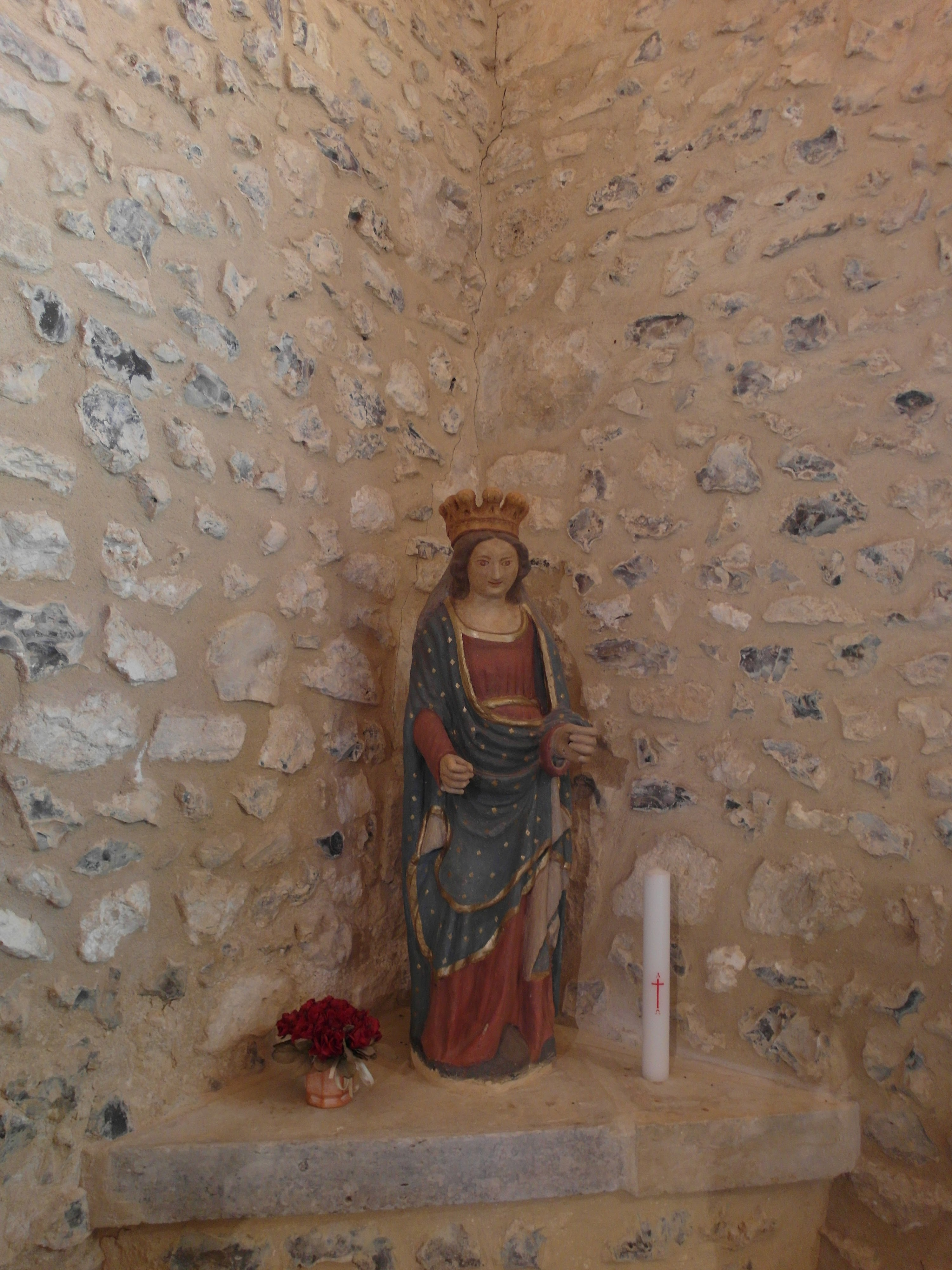

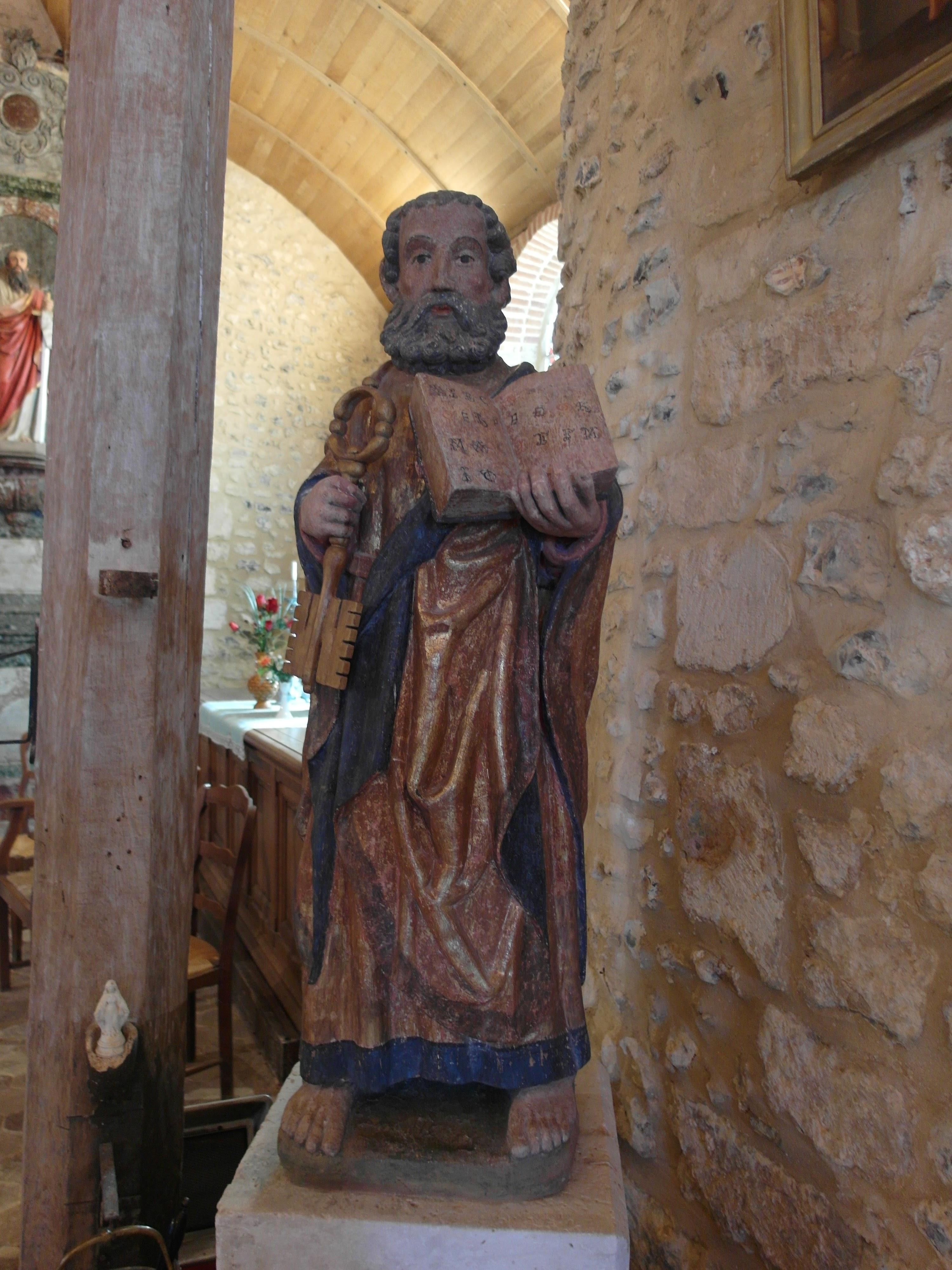

- L'église Saint Pierre, du XVIIIe siècle, située sur une colline surplombant la vallée du Fouillebroc, possède une abside semi-circulaire du XIe siècle. Elle abrite plusieurs statues en bois polychrome.
- Le cimetière dit cimetière d'Alphonsine.
- Le moulin (actuellement occupé par un centre hippique).
- Le ferme de la Salle et le moulin de la Salle (partiellement détruit).
- Domaine du Plessis comprenant un manoir (XVIIe et XIXe siècles) et les vestiges de l'église construite sous Enguerrand de Marigny au XIVe siècle.

### Patrimoine naturel

#### Site inscrit
- L'église, le cimetière  Site inscrit (1943)[20].